# أسورا (بوذية)

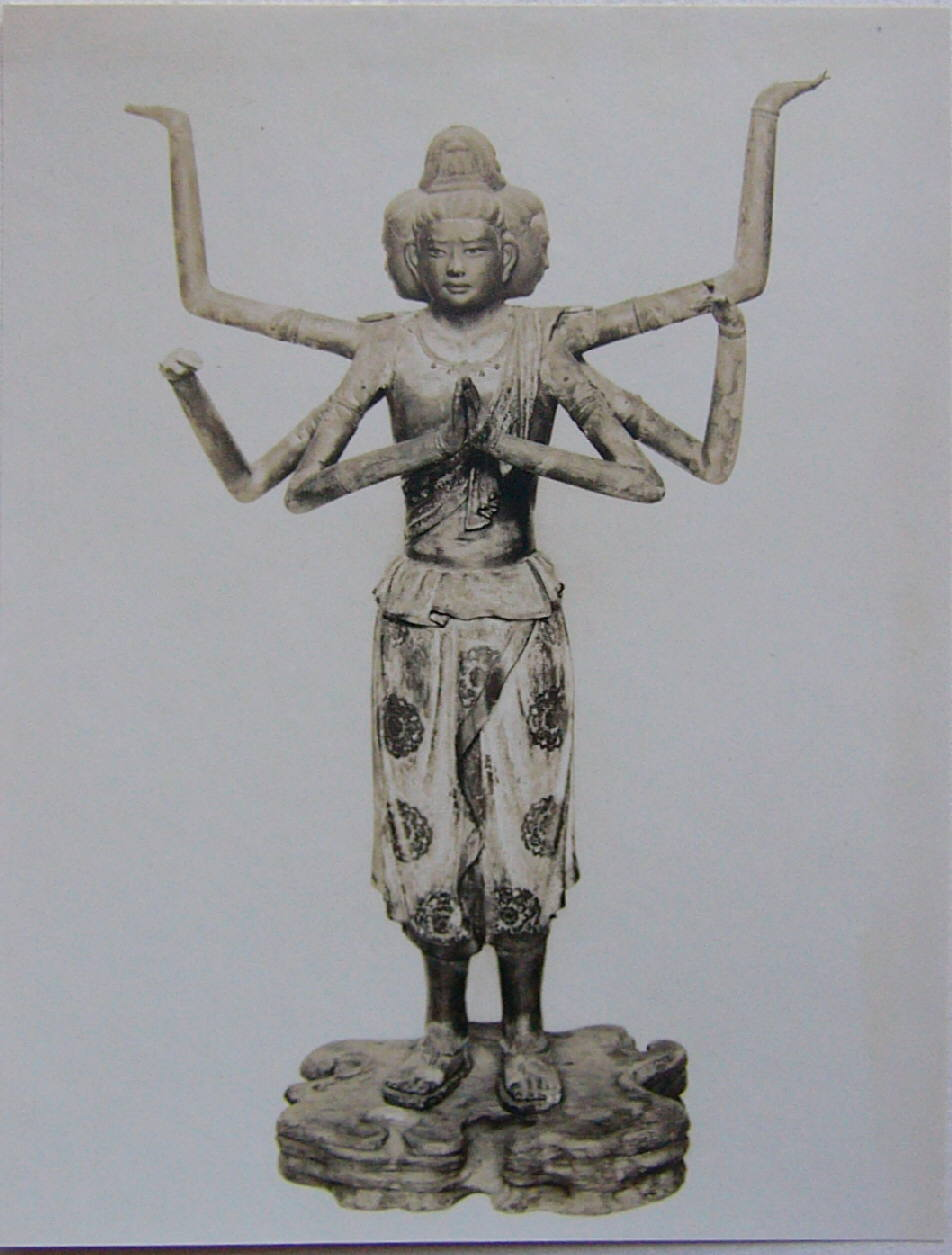
تمثال لأسورا في كوفوكو-جي، نارا، اليابان، 734.

أسورا (باللغة السنسكريتية asura) هي أحد آلهة الحماية البوذية الثمانية.

## أصل
يرجع أصل أسورا في الديانة البوذية إلى الإلاهة أسورا في الديانة الهندوسية، إلا أن لها العديد من الأساطير الفريدة التي توجد في الديانة البوذية فقط.

## شخصية أسورا
على الرغم من أن آلهة الحماية الثمانية (كامادهاتو) تملك بعض الهوى إلى حد ما، إلا أن أسورا لها كم كبير من الكبر والتفاخر والعدوانية. وبسبب هذه الصفات السيئة فإن إعادة الولادة على شكل الإلهة أسورا يعتبر من القدر السيئ للإنسان في العقيدة البوذية (تماما مثل إعادة الولادة على هيئة حيوان، بريتا، أو ناراكا). تعكس شخصية أسورا حالة الإنسان الذي سيطر عليه العنف والغرور، والذي يبحث دائما عن حجة لافتعال المشاكل والخوض في صراعات مع أي أحد، وصعوبة قدرته على هدوء النفس أو حل المشاكل بالطرق السلمية.
من ناحية القوة فإن أسورا تأتي في ترتيب أعلى من الإنسان لكن أقل من باقي الآلهة الأخرى، ويقال أنها تعيش في منطقة عند سفوح جبل سوميرو، أو في البحر المحيط به.